# Unkelmühle

Die alte Mühle Unkelfurth nach einer Zeichnung von 1726

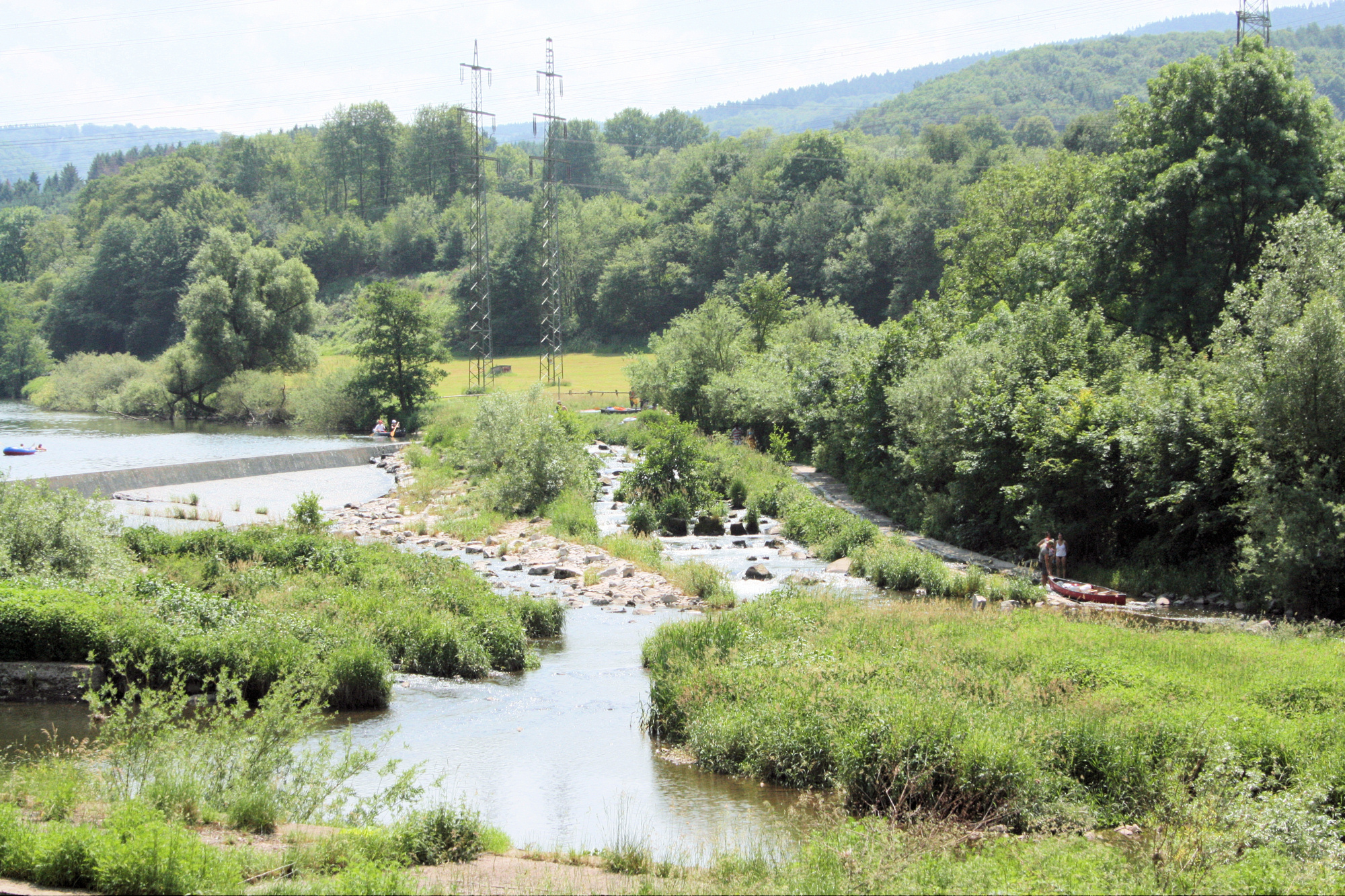
Wehr mit Fischtreppe und Kanurutsche

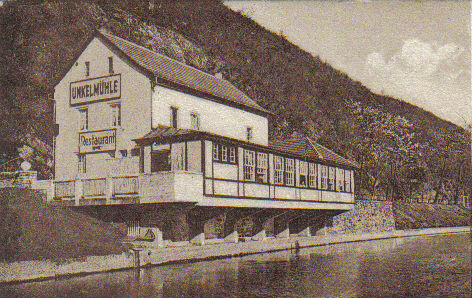
Die inzwischen abgerissene Gaststätte „Unkelmühle“ war in den 1950er und 1960er Jahren ein beliebtes Tanzlokal.

Die Unkelmühle ist ein Ortsteil der Gemeinde Windeck an der Grenze zu Eitorf.

## Geschichte
Die erste Erwähnung der Unkelmühle, einer Wassermühle an der Sieg, fand 1601 statt.
1726 befand sich die Unkelmühle im Besitz der Grafen von Nesselrode. Im Auftrag des Grafen fertigte der wallonische Maler Reinier Roidkin eine Zeichnung der alten Mühle an.
1862 heiratet ein Halfter Mühlenbauer eine Dienstmagd von der Unkelmühle.
1925 wurde die Gaststätte von der Wirtschaftlerin Amalie Hundhausen betrieben.
1950 waren lief die Gastwirtschaft unter Fritz Spahr, außerdem wohnten hier die gewerblosen Wilhelmine Spahr, Elisabeth Schmitt und Witwe Margarete Vogelsang.

## Kraftwerk
1921 baute das Eitorfer Unternehmen Hegeling, Vorläufer der Boge GmbH, einen Staudamm und ein heute noch bestehendes Laufwasserkraftwerk von damals 8000 PS Leistung zur Stromversorgung der Fabrik.
Die Gaststätte über dem Einleitungskanal zum Kraftwerk wurde nach einem Brand 1984 vom Landschaftsverband Rheinland aufgekauft und am 28. Dezember 1986 abgebrochen, um den Straßenverlauf zu begradigen. Ein laufender Antrag des Gemeinderats auf Denkmalschutz wurde damit unterlaufen.
Das Kraftwerk selbst wurde am 27. Januar 1992 unter Denkmalschutz gestellt.
Seit 2011 findet im Rahmen der Pilotanlage Fischschutz NRW ein Umbau der Staustufe statt.

## Steinbruch
Zur Unkelmühle gehörte lange Jahre auch ein Steinbruchbetrieb. Dort wurden bis in die 1960er Jahre „hammerechte“ Bruchsteine von hervorragender Qualität gebrochen und geschlagen. Diese wurden in den 1930er Jahren mit Pferdefuhrwerken bis zum Bahnhof Eitorf transportiert und von dort weiter z. B. zum Autobahnbrücken-Bau nach Köln. Dieser Grauwacke-Stein war so druckfest, dass er als fast gleichwertig zu Basalt eingesetzt wurde. Viele ältere Häuser in der Gegend weisen noch ein Bruchstein-Sockelgeschoss oder eine Bruchstein-Verblendung des Erdgeschosses auf.
In den 1930er Jahren wurden im Steinbruch wissenschaftliche Untersuchungen zu den Ablagerungen in den Gesteinsschichten vorgenommen. Das reiche Versteinerungsvorkommen wurde 1932 und 1933 von Walter Schriel ausgebeutet.